# Jörg Hilbert

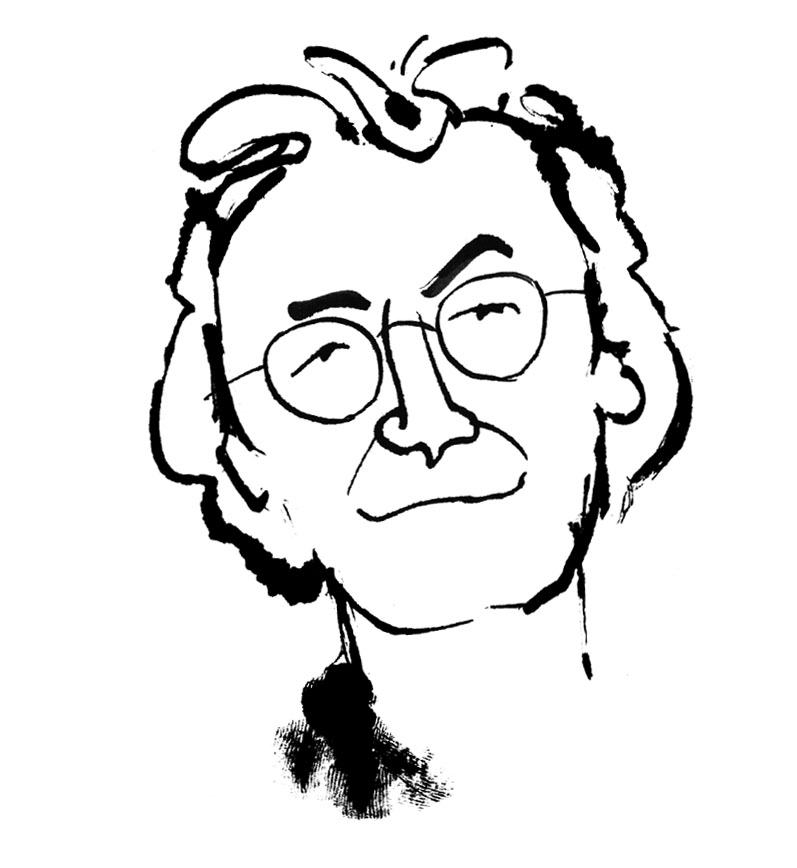
Gezeichnetes Selbstporträt von Jörg Hilbert (2014)

Jörg Hilbert (* 28. Januar 1965) ist ein deutscher Kinderbuchautor und -illustrator. Sein bekanntestes Werk sind die Geschichten um den Ritter Rost, die von Felix Janosa vertont wurden.

## Leben
Jörg Hilbert wuchs in Sindelfingen auf. In der Schulzeit veröffentlichte er erste Karikaturen und Cartoons in Zeitungen und Zeitschriften. In jungen Jahren wurde er vom österreichischen Zeichner Paul Flora gefördert und unterstützt.
Nach dem Zivildienst begann er 1987 ein Kommunikationsdesign-Studium an der Universität GH Essen, das er 1992 mit Diplom abschloss. Seither bestritt er als Zeichner zahlreiche Ausstellungen und veröffentlichte Bücher mit Bildern, Gedichten und Geschichten. Bekannt wurde Hilbert vor allem durch seine vielfach preisgekrönten Ritter-Rost-Kinderbuchmusicals (Musik von Felix Janosa), die auch in ihrer Theaterfassung zu den beliebtesten Kinderstücken im deutschsprachigen Raum gehören. Die Geschichten wurden mehrfach fürs Kino verfilmt und liefen als Serie in zwei Staffeln in ZDF und KIKA. Hilbert beschreibt die Zusammenarbeit mit Janosa als besonderen, wechselseitig kreativen Prozess, bei dem beide Beteiligten ihre musikalischen wie sprachlichen Erfahrungen einbringen.
Zusammen mit dem Schachtrainer Björn Lengwenus konzipierte er weiterhin die Kinder-Schach-Software Fritz & Fertig. Die Software erschien in über zwanzig Ländern und wurde mit zahlreichen Preisen ausgezeichnet, darunter dem Kindersoftwarepreis TOMMI, der auf der Frankfurter Buchmesse verliehen wird. Inzwischen gibt es auch mehrere Buchumsetzungen des Konzepts. Für sein Gesamtwerk wurde Hilbert 2024 mit dem Sonderpreis beim Literaturpreis Ruhr ausgezeichnet.
Hilbert tritt auch als Rezitator und Musiker auf. Sein Instrument ist die Laute. Er lebt und arbeitet im Ruhrgebiet. Seine Tochter ist die Synchronsprecherin Tabea Hilbert ("Taby Pilgrim"). Der Bildhauer Ernst Rietschel (1804–1861) ist sein Urururgroßvater und der Schriftsteller Joachim Ringelnatz (1883–1934) sein Urgroßonkel dritten Grades.

## Veröffentlichungen

### Bücher
- Der Sonnenmacher. Bilderbuch mit Musik, ISBN 978-3-89835-757-9.
- Die Pappenheimer. Fantastischer Roman, ISBN 978-3-89835-863-7.
- Die Pappenheimer und der Reißwolf. Fantastischer Roman, ISBN 978-3-89835-758-6.
- Der Schweinachtsmann. ISBN 978-3-906415-61-1.
- Das Schneemannkind. ISBN                                                        978-3-551-51812-5.
- Das Schneemannkind auf Reisen. ISBN                                                        978-3-551-51468-4.
- Wir sind doch keine Angsthasen. ISBN                                                        978-3-551-51078-5.
- So hoch der Baum. ISBN                                                        978-3-551-51110-2.
- Morgen, Rinder, wird’s was geben
- Als die Maus nicht wusste, wo sie war. Insel Verlag
- Schwein allein. Insel Verlag
- Coco Stolperbein. Insel Verlag
- Fritz & Fertig – Wie geht Schach? ISBN 978-3-89835-738-8.
- Fritz & Fertig – Mäuseschach. ISBN 978-3-89835-739-5.
- Ritter Rost. ISBN 3-89835-700-7.
- Ritter Rost und das Gespenst. ISBN 3-89835-701-5.
- Ritter Rost und die Hexe Verstexe. ISBN 3-89835-702-3.
- Ritter Rost und Prinz Protz. ISBN 3-89835-703-1.
- Ritter Rost macht Urlaub. ISBN 3-89835-704-X.
- Ritter Rost hat Geburtstag. ISBN 3-89835-705-8.
- Ritter Rost feiert Weihnachten. ISBN 3-89835-706-6.
- Ritter Rost geht zur Schule. ISBN 3-89835-707-4.
- Ritter Rost und die Räuber. ISBN 978-3-89835-708-1.
- Ritter Rost ist krank. ISBN 978-3-89835-709-8.
- Ritter Rost und die Zauberfee. ISBN                                                        978-3-646-92664-4.
- Ritter Rost und das Haustier.
- Ritter Rost als Filmstar. ISBN                                                        978-3-551-27124-2.
- Ritter Rost und der Schrottkönig. ISBN                                                        978-3-551-27121-1.
- Ritter Rost auf Schatzsuche. ISBN                                                        978-3-551-27138-9.
- Ritter Rost und das Sternenschiff. ISBN                                                        978-3-551-27143-3
- Ritter Rost und die neue Burg. ISBN                                                        978-3-551-27145-7.
- Ritter Rost und das Einhorn
- Ritter Rost und das magische Buch
- Ritter Rost im WWWunderland
- Ritter Rost und Familie Schrottkompott
- Ritter Rost und die drei Prinzessinnen
- Ritter Rost und der goldene Käfer. ISBN                                                        978-3-551-27116-7.
- Ritter Rost auf Kreuzfahrt. ISBN                                                        978-3-551-27118-1.
- Ritter Rost im Fabelwesenwald. ISBN                                                        978-3-551-27117-4.
- Ritter Rost und der Yeti. ISBN                                                        978-3-551-27119-8.
- Ritter Rost Lesefutter – Don Quietsch. ISBN 3-89835-716-3.
- Ritter Rost Lesefutter – Rösti und Bö. ISBN 3-89835-717-1.
- Ritter Rost Lesefutter – Koks der Drache. ISBN 3-89835-718-X.
- Ritter Rost Lesefutter – Ratzefummel. ISBN 978-3-89835-719-7.

### Medien
- Ritter Rost – Die Eiserne Burg. (CD-ROM, Terzio)
- Post für Ritter Rost. (CD-ROM, Terzio)
- Englisch lernen mit Ritter Rost. Folgen 1 und 2 (CD-ROM, Terzio/Langenscheidt)
- Fritz & Fertig 1 – Schach lernen und trainieren (CD-ROM, Cessbase)
- Fritz & Fertig 1 online-Version – Schach lernen und trainieren (Cessbase online)
- Fritz & Fertig 2 – Schach im schwarzen Schloss (CD-ROM, Cessbase)
- Fritz & Fertig 3 – Schach für Siegertypen (CD-ROM, Cessbase)
- Fritz & Fertig 4 – Schach für Außerirdischen (CD-ROM, Cessbase)

### Audio-CDs
- Ritter Rost Hörspiele. Folgen 1 bis 21 (Sony)
- Radio Schrottland. Folgen 1 bis 8 (Terzio)
- Der Karneval der Tiere. (Edition Conbrio)
- Der Schweinachtsmann. (Musicom)

### Musikpädagogische Ausgaben
- Unterm Mikroskop. Klaviergeschichte, ISBN 3-909415-35-0.
- Ritter Rost für Klavier. (Notenausgabe, Edition Conbrio)
- Ritter Rost für Klavier 2. (Notenausgabe, Edition Conbrio)
- Ritter Rost für Gitarre(n). (Notenausgabe, Edition Conbrio)
- Ritter Rost für Gitarre(n) 2. (Notenausgabe, Edition Conbrio)
- Das unverschämte Pianoforte. Musikgeschichte für Klavier (Ricordi)
- Die Wunderwelt der Klaviere. Musikgeschichte für Klavier vierhändig (Ricordi)
- Schaukelpferdchen & Gespenster. Musikgeschichte für Klavier (Edition Conbrio)
- Unter Wasser. Musikgeschichte für Klavier (Edition Conbrio)
- Unterm Mikroskop. Musikgeschichte für Klavier (Edition Conbrio)
- Die Mozart-Motte.Musikgeschichte für Klavier (Edition Conbrio)
- Der Ohrwurm. Musikgeschichte für Klavier (Edition Conbrio)
- Nora & Poco. Band 1 bis 3 – Musikgeschichte für Blockflöten (Edition Conbrio)
- Musik-Stickers. (Edition Conbrio)
- Weihnachts-Stickers. (Edition Conbrio)
- Musik-Hausaufgaben. 1 und 2 (Edition Conbrio)
- Kleine Notenschule. (Edition Conbrio)
- Kleine Harmonieschule. (Edition Conbrio), ISBN 978-3-909415-12-0.
- Notenheft. (Edition Conbrio)